# Australia Open 1996 (Badminton)
Die Australian Open 1996 im Badminton fanden vom 6. bis zum 8. September 1996 in Perth statt und waren gleichzeitig auch die nationalen Titelkämpfe Australiens. Auf der IBF-Turnierskala erreichte es die Wertung A.

## Sieger und Platzierte
| Disziplin    | Gold                         | Silber                      | Bronze                      |
| ------------ | ---------------------------- | --------------------------- | --------------------------- |
| Herreneinzel | Tam Kai Chuen                | Shen Yifeng                 | Craig Booley                |
| Herreneinzel | Tam Kai Chuen                | Shen Yifeng                 | Murray Hocking              |
| Dameneinzel  | Lisa Campbell                | Ng Ching                    | Louisa Koon Wai Chee        |
| Dameneinzel  | Lisa Campbell                | Ng Ching                    | Amparo Lim                  |
| Herrendoppel | Chow Kin Man Ma Che Kong     | Zheng Yumin Zheng Yushen    | Murray Hocking Mark Nichols |
| Herrendoppel | Chow Kin Man Ma Che Kong     | Zheng Yumin Zheng Yushen    | Jiang Tang Jefry Tjoandi    |
| Damendoppel  | Kennie Asuncion Amparo Lim   | Rhonda Cator Kellie Lucas   | Lisa Campbell Karen French  |
| Damendoppel  | Kennie Asuncion Amparo Lim   | Rhonda Cator Kellie Lucas   | Ng Ching Tung Chau Man      |
| Mixed        | Peter Blackburn Rhonda Cator | Tam Kai Chuen Tung Chau Man | Zheng Yushen Zheng Yuli     |
| Mixed        | Peter Blackburn Rhonda Cator | Tam Kai Chuen Tung Chau Man | David Draper Jenny Gibson   |